# 크레오SG
주식회사 크레오SG(영어: CreoSG)는 대한민국의 IT 솔루션/바이오 기업이다.

## 역사
2005년 이뮤노백스바이오를 인수하였다.
2024년 큐로컴에서 현재의 사명으로 변경하고 바이오 중심으로 사업구조를 개편하였다.

## 논란
전환사채 발행을 통해 지배력을 강화하고 기존주주 가치를 희석시킨다는 비판이 존재한다.